# Wybory prezydenckie w Stanach Zjednoczonych w Kalifornii w 2004 roku
Wybory prezydenckie w Stanach Zjednoczonych w Kalifornii w 2004 roku – odbyły się 2 listopada 2004 jako część 55. wyborów prezydenckich, w których wzięło udział wszystkie 50 stanów oraz Dystrykt Kolumbii.
Wyborcy w Kalifornii wybrali elektorów, aby reprezentowali ich w głosowaniu powszechnym w kolegium elektorskim.
Kalifornia została zdobyta przez kandydata demokratów – Johna Kerry’ego z przewagą 9,95%.
Jak dotychczas, to ostatni raz gdy kandydat republikanów zdobył ponad 40% w stanie Kalifornia.
To również ostatnie wybory prezydenckie, gdy kandydat republikanów zdobył ponad milion głosów w hrabstwie Los Angeles.
| 2000← 2 XI 2004 →2008 |                                                                                              |                                                                                         |
| --- | -------------------------------------------------------------------------------------------- | --------------------------------------------------------------------------------------- |
| - Kandydat na prezydenta - Partia polityczna - Stan macierzysty - Kandydat na wiceprezydenta - Głosy elektorskie - Głosy powszechne - Wyniki procentowe | - John Kerry - Partia Demokratyczna - Massachusetts - John Edwards - 55 - 6 745 485 - 54,31% | - George W. Bush - Partia Republikańska - Teksas - Dick Cheney - 0 - 5 509 826 - 44,36% |